# Redenção da Serra
Redenção da Serra est une municipalité brésilienne de l'État de São Paulo et la Microrégion de Paraibuna/Paraitinga.